# 合肥经济技术学院
合肥经济技术学院，成立于1989年，隶属于中国国家烟草专卖局。

## 历史
学校源自1965年成立于安徽宣城的安徽劳动大学，1982年9月改为皖南农学院，后建制撤销，师生迁往合肥组建合肥经济技术学院，交由国家烟草专卖局管理，由局长兼任名誉院长，1999年整建制的整体并入中国科学技术大学，成为中国科学技术大学技术经济学院，历届学生学籍档案全部划归中国科学技术大学。原教师、职工成为中国科技大学正式员工，进入中国科大数学、化学、信息、计算机、传播、外语与管理等专业进行教学和科研工作。此举是国家烟草专卖局和中国科学院合作的结果。
为了烟草行业发展的需要，合并后保留农学（烟草种植）、食品科学与工程（烟草工艺及加工技术）等2-3个烟草行业所需相关专业，每年招生100-200人，继续为国家烟草专卖局和所属企业输送人才。
合并后，中国科学技术大学积极组织力量，为烟草行业科研教育和技术开发、技术攻关服务，并根据需要与国家烟草专卖局及其所属企业建立以应用基础研究为主的研究所或研究中心；同时，承担国家烟草行业需要的工商管理硕士、工程管理硕士培养任务，以及中、短期技术培训任务。继续举办国家烟草专卖局已批准的各项培训班和进修班。